# Майрин Вилянуева
Майрин Вилянуева (на испански: Mayrín Villanueva) е мексиканска актриса.

## Биография
През 1997 г. Майрин Вилянуева се омъжва за актьора Хорхе Поса. Двойката има две деца – Ромина и Себастиан. Въпреки това, се развеждат през 2008 г. През 2009 г. Майрин се омъжва за актьора Едуардо Сантамарина, с когото имат дъщеря – Хулия.

## Филмография

### Телевизия
- Игри на любов и власт (2025) – Инес Авенданьо
- Късмет (2023) – Лупита Флорес де Перес
- Забранена пътека (2023) – Разказвач
- Да преодолееш липсата (2022) – Естер
- Ако ни оставят (2021) – Алисия Монтиел де Каранса
- Руби (2020) – Рефухио Очоа вдовица де Перес
- Самотен с дъщери (2019) – Габриела Гарсия Перес де Дел Пасо
- Съпругът ми има по-голямо семейство (2018) – Ребека Тревиньо Гарса
- Признавам се за виновна (2017 – 2018) – Алба Кастийо Перес вдовица де Дуеняс
- Жените в черно (2016) – Ванеса Леал Рикелме вдовица де Самора
- Лъжовно сърце (2016) – Лусия Кастеянос Саенс де Ферер
- Моето сърце е твое (2014 – 2015) – Исабела Васкес де Кастро Велско
- Да лъжеш, за да живееш (2013) – Ориана Калигарис де Фалкон / Инес Валдивия Арести
- Защото любовта командва (2013) – Ребека Тревиньо Гарса
- Семейство с късмет (2011 – 2012) – Ребека Тревиньо Гарса
- Любов без грим (2007) – Паула Давила
- Аз обичам неустоимия Хуан (2007 – 2008) – Паула Давила Ескобар
- La fea más bella (2006) – Жаклин Паласиос
- Mujer de madera (2004 – 2005) – Мариана Родригес
- Любимо мое момиче (2003) – Диана Сориано
- Приятелки и съпернички (2001) – Хеорхина Санчес
- Aventuras en el tiempo (2001) – Урака Валдепеня (млада)
- Винаги ще те обичам (2000) – Беренис Гутиерес
- Коледна песен (1999 – 2000) – Дух
- Непокорна душа (1999) – Паула
- Лъжата (1998) – Никол Белот
- Preciosa (1998) – Клаудия Ортис

### Кино
- Prax: un niño especial (2014) – Себе си

### Театър
- Mi corazón es tuyo (2015)[1]
- Amores mexicanos (2010)[2]
- Sueños de un seductor (2003)[3]

## Награди и номинации
Награди TVyNovelas
| Година | Категория                            | Сериал/Теленовела         | Резултат   |
| ------ | ------------------------------------ | ------------------------- | ---------- |
| 2017   | Най-добра актриса в сериал           | Жените в черно            | Номинирана |
| 2015   | Най-добра актриса в отрицателна роля | Моето сърце е твое        | Номинирана |
| 2014   | Най-добра актриса в главна роля      | Да лъжеш, за да живееш    | Номинирана |
| 2012   | Най-добра актриса в главна роля      | Семейство с късмет        | Номинирана |
| 2008   | Най-добра актриса в главна роля      | Аз обичам неустоимия Хуан | Номинирана |
| 2007   | Най-добра актриса в комедиен сериал  | Vecinos                   | Номинирана |
| 2003   | Най-добро женско откритие            | Любимо мое момиче         | Печели     |